# Hemimetis plicata
Hemimetis plicata is een tweekleppigensoort uit de familie van de Tellinidae. De wetenschappelijke naam van de soort is voor het eerst geldig gepubliceerd in 1827 door Valenciennes.